# Danmarks runeindskrifter 35
DR 35 är en medeltida runsten (1000 - 1200) av granit, hittad i Eltang, Eltang socken och Koldings kommun.

## Inskriften
Translitterering av runraden:
i--iæþik--
Normalisering till äldre fornsvenska:
...
En annan tolkning av inskriften kommer från George Stephens (1868). Han trodde att stenen ristades på 900-talet och läste texten som 
ᛁᛓᚦᛁᚿ	
ᚦᛁᚴᛁ
ᛁᛓᚦᛁᚿ
Translitterering av runraden:
ioþin þiki ioþin

Översättning till nusvenska:
Oden, tigg (=motta) [din tjänare] Oden!
Stephens menade, att det första namnet syftade på guden Oden uppmanades att mottaga sin tjänare av samma namn. Därför skulle, enligt Stephens, den här inskriften vara den enda skriftliga källan till guden Oden.
Person/gudanamnet Oden återfinns även på Sö Fv2011;307 (wodinʀ), på samt som förstaled i mansnamnet Odinkar på DR 133 (uþinkau), DR 4 (uþinkaurs), DR 81, DR 239 (uþinkaur), och i kvinnonamnet Odendisa på Vs 24 (oþintisu).